# لافال
لافال، كيبك (بالإنجليزية: Laval)‏ هي مدينة كندية تقع في مقاطعة كيبك. تبلغ مساحة هذه المدينة 247.0907 (كم²)، ويبلغ عدد سكانها 368.709 نسمة حسب إحصاء سنة 2006 م، بينما كان يسكنها 343.005 نسمة في سنة 2001 م. تحتل هذه المدينة المرتبة رقم 14 بين مدن كندا حسب عدد السكان والمرتبة رقم 3 في المقاطعة. النمو سكاني في هذه المدينة يقدر بـ(7.5).
تقع في غرب مقاطعة كيبك الكندية على جزيرة إيل جزو (بالفرنسية: Ile Jésus)‏. تقع المدينة على الضفة الشمالية لنهر البريري المتفرع من نهر سان لوران قبالة مدينة مونتريال. تعد بمثابة ضاحية سكنية كبيرة لمدينة مونتريال ويربطهما خط مترو تقع ثلاث من محطاته داخل لافال. توجد جالية عربية وأمازيغية كبيرة في لافال تقدر نسبتها بـِ 5% من السكان.

## توأمة
للافال اتفاقيات توأمة مع كل من:
- بتاح تكفا
- كلاغنفورت (2005 - )
- لافال (1984 - )
- بوتوشاني (16 أكتوبر 2007 - )

## أعلام
- آني كوتون
- بيير دوفال
- مارتن سانت لويس
- ستيفاني دوبوا
- يفون روبرت
- باول غالانت
- جيل كلوتير
- سامي زين
- خوسيه تيودور
- آن ماري ألونزو

## وصلات خارجية
- الأطلس الحكومي لكندا
- إحصاءات كندا مع ساعة تعداد السكان